# بني علي (حجة)

تعديل مصدري - تعديل

بني علي هي إحدى قرى عزلة هربة بمديرية حجة التابعة لمحافظة حجة، بلغ تعداد سكانها 301 نسمة حسب تعداد اليمن لعام 2004.